# Giovanni Matteo Mario
Giovanni Matteo Mario (ur. 17 października 1810 w Cagliari jako Mario di Candia, zm. 5 września 1883 w Rzymie) – włoski śpiewak operowy, tenor. 
Urodził się w Cagliari na Sardynii, wchodzącej wówczas w skład Księstwa Sabaudii-Piemontu. Pochodził z arystokratycznej rodziny i był przygotowywany do służby wojskowej (jego ojciec był generałem). W wieku 26 lat, odszedł z armii i wyjechał do Paryża, gdzie pobierał lekcje śpiewu u Marco Bordogniego w Konserwatorium Paryskim.  
Zadebiutował w 1838 roku w tytułowej roli w operze Robert Diabeł Giacomo Meyerbeera (przed występem konsultował się z kompozytorem). Odniósł znaczny sukces, a imię Mario, którym podpisał kontrakt, zaczęło być używane jako jego nazwisko lub pseudonim. 
W 1839 roku wystąpił w Londynie w roli Gennaro w operze Lukrecja Borgia Donizettiego. Towarzysząca mu sopranistka Giulia Grisi została jego długoletnią partnerką.  
Występował przez 30 lat, głównie w operach w Paryżu i Londynie, ale również w Madrycie, Nowym Jorku i Sankt Petersburgu. Wśród jego ról wymieniane są: Gennaro (Lukrecja Borgia Gaetano Donizettiego), Nemorino (Napój miłosny  Donizettiego) czy Ernesto w Don Pasquale. Jego pożegnalnym występem była rola Fernanda w Faworycie, wystawionej w Covent Garden w Londynie w 1871 roku. Ostatnie lata spędził w Rzymie, gdzie zmarł w 1883 roku.   